# Capra nubiana (specie)

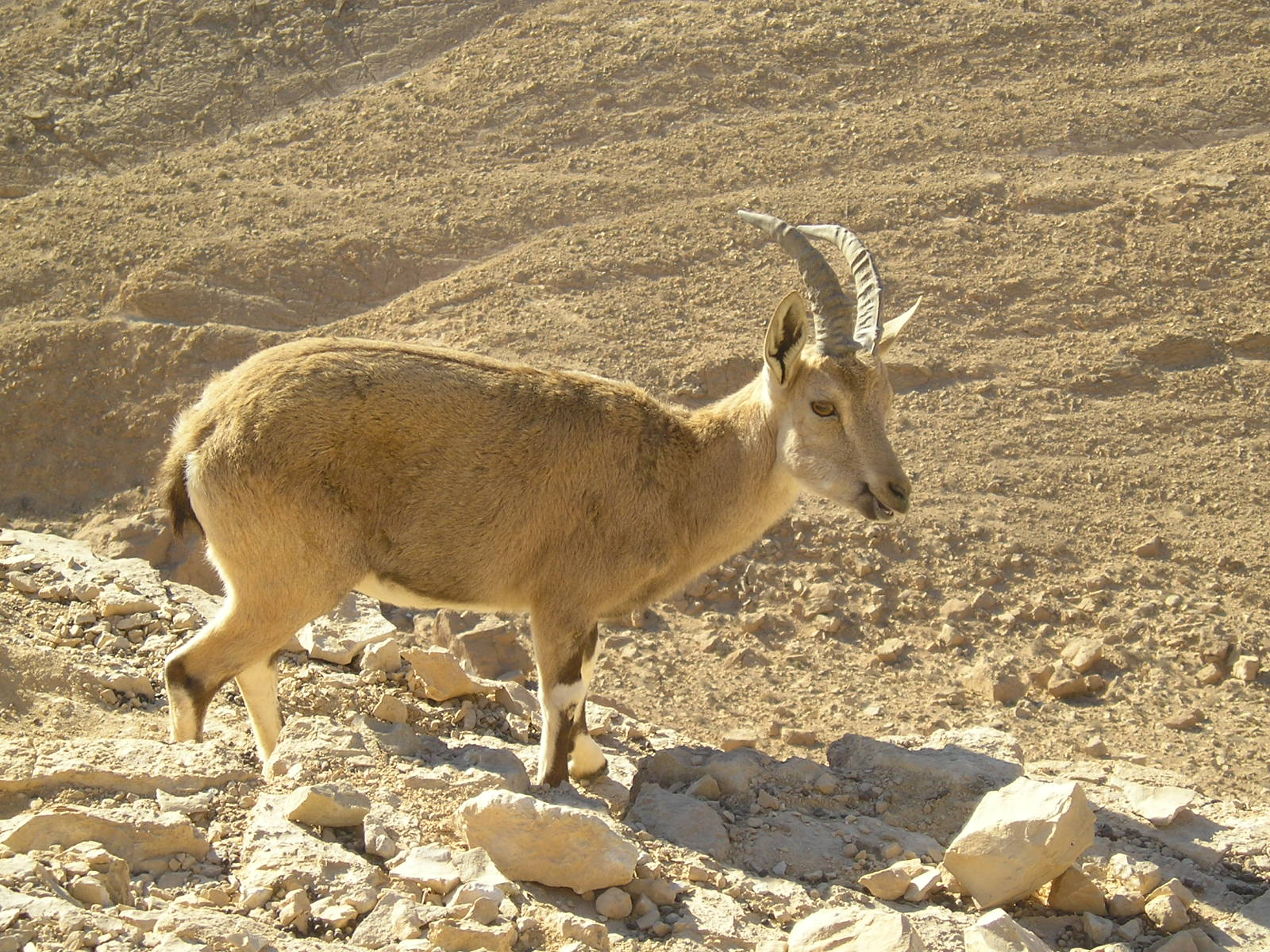
Esemplare nel deserto del Negev.

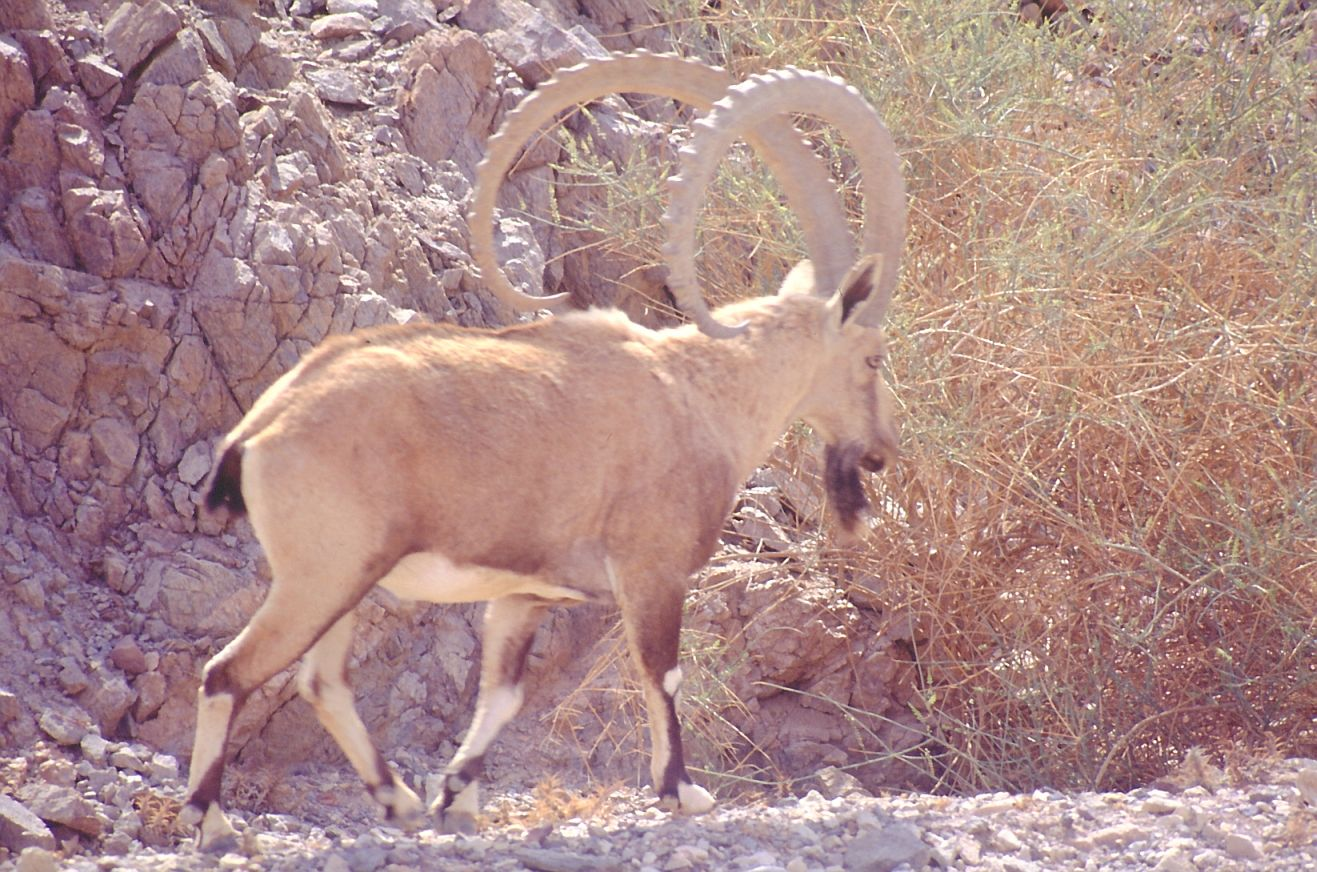
Stambecco maschio.

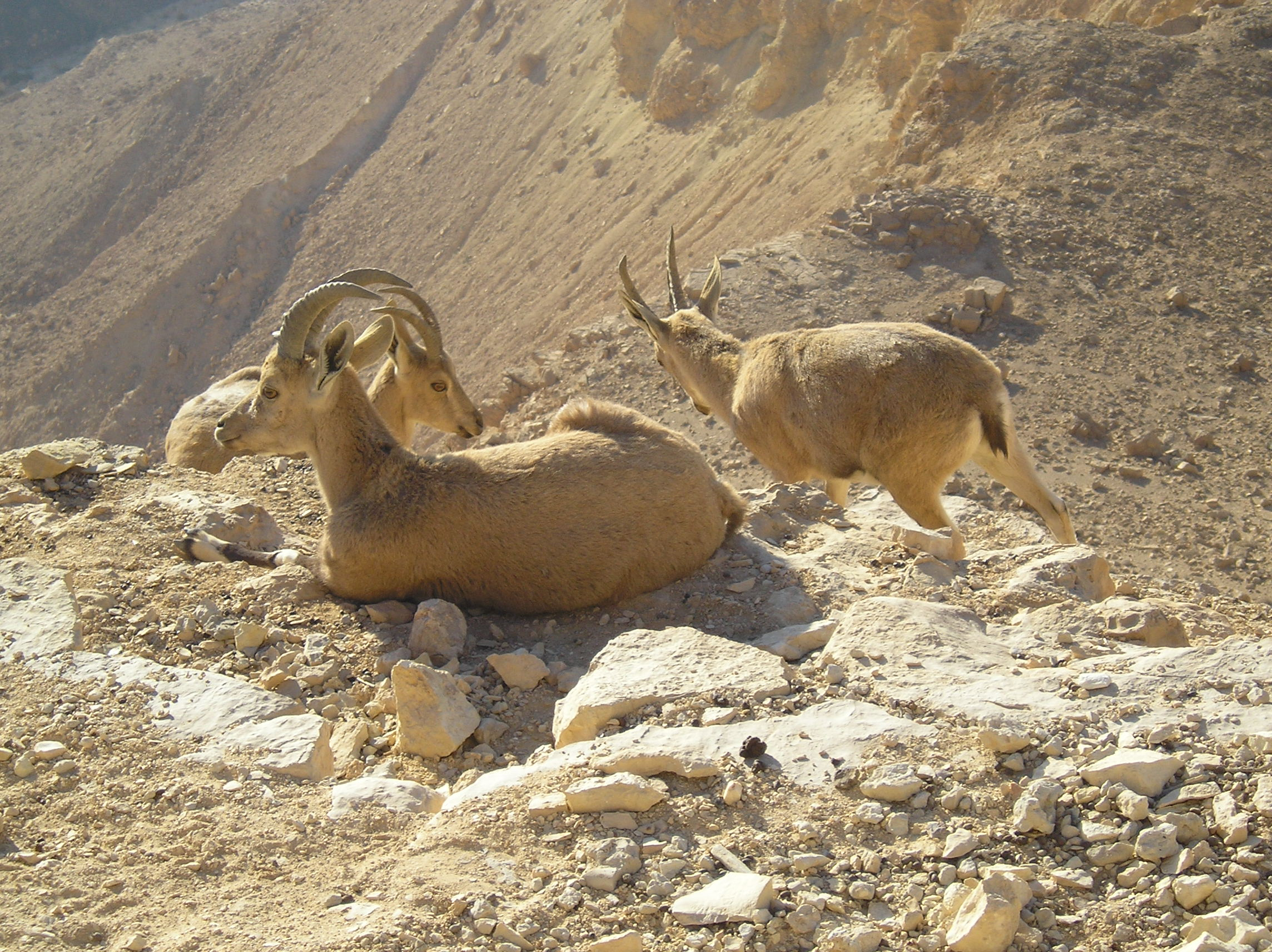
Stambecchi della Nubia.

Lo stambecco della Nubia (Capra nubiana F. Cuvier, 1825), noto anche come stambecco della Siria, è una capra selvatica, originaria della penisola arabica e dell'Africa nord-orientale. È strettamente imparentato con lo stambecco delle Alpi (Capra ibex), tanto che a volte viene considerato una sua sottospecie.

## Descrizione
Con una lunghezza di 105–125 cm, un'altezza al garrese di 65–75 cm e un peso di 25–70 kg, questo stambecco relativamente piccolo è facilmente riconoscibile per le straordinarie corna inarcate all'indietro del maschio, lunghe, sottili e anellate lungo la curvatura esterna, che si intonano benissimo con il terreno roccioso e montuoso dell'ambiente circostante. Sebbene siano presenti in entrambi i sessi, sono molto più grandi nei maschi (nei quali possono raggiungere i 120 cm) che nelle femmine (nelle quali misurano solamente 35 cm). Il mantello è di colore marrone-sabbia chiaro, con il ventre bianco, mentre sulle zampe sono presenti dei caratteristici disegni bianchi e neri. Nei maschi è presente una striscia scura che corre lungo il dorso e i maschi più vecchi possiedono anche una lunga barba scura. Durante il periodo dell'estro di ottobre, il collo, il petto, i fianchi, la schiena e la parte superiore delle zampe dei maschi divengono di colore marrone scuro, quasi nero. La differenziazione tra specie e sottospecie negli stambecchi, che in passato venivano classificati tutti in un'unica specie, Capra ibex, è molto controversa e resta ancora irrisolta.

## Distribuzione e habitat
Lo stambecco della Nubia vive nell'Africa nord-orientale e in alcune zone dell'Arabia, entro i confini di Etiopia, Sudan, Egitto, Israele nella zona del Cratere di Ramon, Giordania, Arabia Saudita, Yemen e Oman. In passato si incontrava anche in Libano e Siria.
Specie propria dei deserti rocciosi, vive su terreni montuosi impervi e aridi. In estate, si sposta verso le quote più elevate dei monti per sfuggire al caldo, ritornando ad altitudini inferiori in inverno.

## Biologia
Lo stambecco della Nubia vive in branchi composti da esemplari dello stesso sesso che possono comprendere fino a 20 capi, con i piccoli che rimangono all'interno del gruppo materno per i primi tre anni di vita. La riproduzione avviene verso la fine dei mesi estivi, specialmente in ottobre, quando i maschi più forti combattono tra loro e competono per il diritto all'accoppiamento a colpi di corna. La gestazione dura circa cinque mesi e la maggior parte dei piccoli nasce in marzo. Di solito nasce un unico piccolo, ma talvolta si hanno anche parti gemellari e, più raramente, trigemini. La maturità sessuale viene raggiunta verso i due-tre anni, trascorsi i quali i giovani abbandonano la propria mandria natale. Alcuni esemplari possono vivere fino a 17 anni.
Questa specie diurna è attiva durante il giorno e riposa di notte. Il mantello, chiaro e splendente, riflette i raggi solari, consentendo così all'animale di rimanere attivo tutto il giorno, perfino durante i caldi pomeriggi estivi. Lo stambecco della Nubia è estremamente agile e spesso scende a capofitto le ripide e impervie scarpate per andare a brucare erbe e foglie sul terreno sottostante, ritornando verso le pareti rocciose di notte. I principali predatori dello stambecco sono lupo del deserto, aquile e leopardo del deserto. Quando si sente minacciato, questo animale può rizzarsi sulle robuste zampe posteriori per cercare di fronteggiare i predatori con le possenti corna.

## Conservazione
Lo stambecco della Nubia è minacciato da vari fattori di rischio, la cui gravità varia a seconda dell'areale. La competizione con il bestiame domestico e i dromedari allo stato brado è particolarmente intensa in Egitto e Arabia Saudita, mentre nell'Oman è più frequente la competizione con gli asini (Equus asinus) allo stato brado. In Egitto influisce molto sulla popolazione degli stambecchi anche la disponibilità e la distribuzione delle pozze d'acqua, variabili di anno in anno. La scarsità delle risorse idriche e la competizione per esse è un problema anche per le popolazioni stanziate in Israele, dove un'ulteriore minaccia è causata dalla loro contaminazione con agenti chimici.
La distruzione e il degrado dell'habitat costituiscono un altro fattore di rischio. In Israele i siti di abbeverata, pascolo e allevamento dei piccoli sono minacciati dal turismo, e in Arabia Saudita la costruzione di strade, l'invasione dei pascoli da parte del bestiame e l'avanzata degli insediamenti umani stanno radicalmente modificando l'ambiente naturale degli stambecchi dentro e attorno ai rifugi in cui sopravvivono. In gran parte dell'areale le piccole dimensioni e la frammentazione delle popolazioni rimaste di stambecco fanno preoccupare i conservazionisti, dal momento che le ridotte opportunità di dispersione potrebbero portare a una diminuzione della diversità genetica e delle probabilità di sopravvivenza. Anche la caccia costituisce un'ulteriore minaccia, in modo più o meno grave, in molte regioni. Nello Yemen, gran parte della popolazione è in possesso di armi automatiche e la caccia, probabilmente, è il principale fattore di rischio per lo stambecco.